# Budišov (zámek)
Zámek Budišov je zámek v Budišově v okrese Třebíč. V zámku se nachází depozitář přírodovědných oddělení Moravského zemského muzea a jeho část je přístupná v prostorách zámků. Je chráněn jako kulturní památka České republiky.

## Historie
Zámek byl postaven v 70. letech 16. století Václavem Berkou z Dubé a to na místě původní vodní tvrzi z 13. století. Ve dvacátých letech 18. století byl zámek přestavěn do své nynější barokní podoby. Zámek je obdélníkového půdorysu s pravoúhlým nádvořím s arkádami. Marie Anna Františka Paarová zakoupila po sporech mezi valdštejnskou a třebíčskou větví Valdštejnů panství Tasov a Budišov a tak nabyla i zámek a spolu s manželem se rozhodla jej rekonstruovat někdy kolem roku 1720. Zámek však zdědil jejich syn Josef Quidobald Paar, který však odešek do Vídně, kde zemřel. Zámek tak postupně pustl, ale v roce 1768 byl vyměněn za panství Kardašova Řečice a budišovské panství pak získal František Josef Jungwirth, který odešel do Budišova žit. Baron Jungwirth posléze nechal zámek upravit v letech 1776 a 1781, tuto rekonstrukci vedl Josef Zeissel.
Do roku 1945 v zámku sídlil JUDr. Richard Baratta Dragono, po 2. sv. válce byl zámek přestavěn na bytové jednotky a později používán i jako škola či sklad textilu, to byl zámek v majetku státu. V roce 1972 do své správy získalo zámek Moravské zemské muzeum a zřídilo v zámku depozitář. V letech 1972–1976 pod režií MZM byl zámek značně opraven, v roce 1978 byla opravena a upravena i salla terrena v přízemí zámku. Bylo přistoupeno k zabetonování podlahy a uvedeno, že by měly být odborně restaurovány malby. Ve druhém poschodí zámku jsou tzv. Antický a Rybářský pokoj, oba se značnou uměleckou výzdobou. V roce 1991 došlo u úpravám části zámku na zoologickou expozici a depozitář muzea.

### V majetku městyse
Celková rekonstrukce zámecké kaple sv. Anny se konala mezi lety 2010 a 2020, byl zakonzervován strop a následně pak byly opraveny interiéry v kapli. Byl také opraven oltář Svaté rodiny. Povedlo se zrekonstruovat i původní dřevěnou podlahu. Kaple byla pro rok 2021 nominována do ankety Zlatá jeřabina.
Po rekonstrukci by měla v režii městyse být otevřena expozice o RAF, letcích z Budišovska (Leonhard Smrček) nebo o historii městyse. Měla by také být znovuotevřena opravená kaple a Sala terrena. V červenci roku 2022 tak byla slavnostně otevřena nová prohlídková trasa, nově také je přístupná kaple a dva salonky (Rybářský a Antický).

## Park
V anglickém parku jsou umístěny kamenné sochy sfing u schodiště, autorem soch by měl být Lorenzo Matielli. Sousoší atlase s glóbem bylo uloženo do zámku.

## Galerie

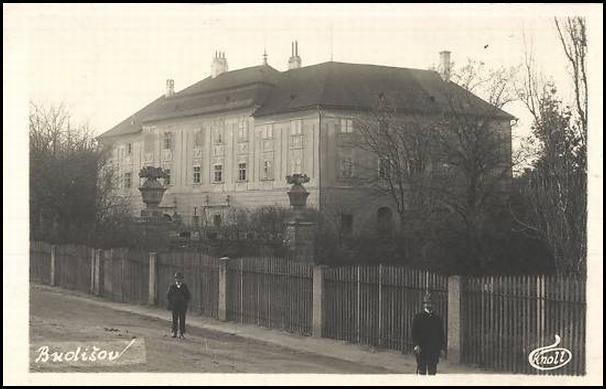
Zámek v roce 1919
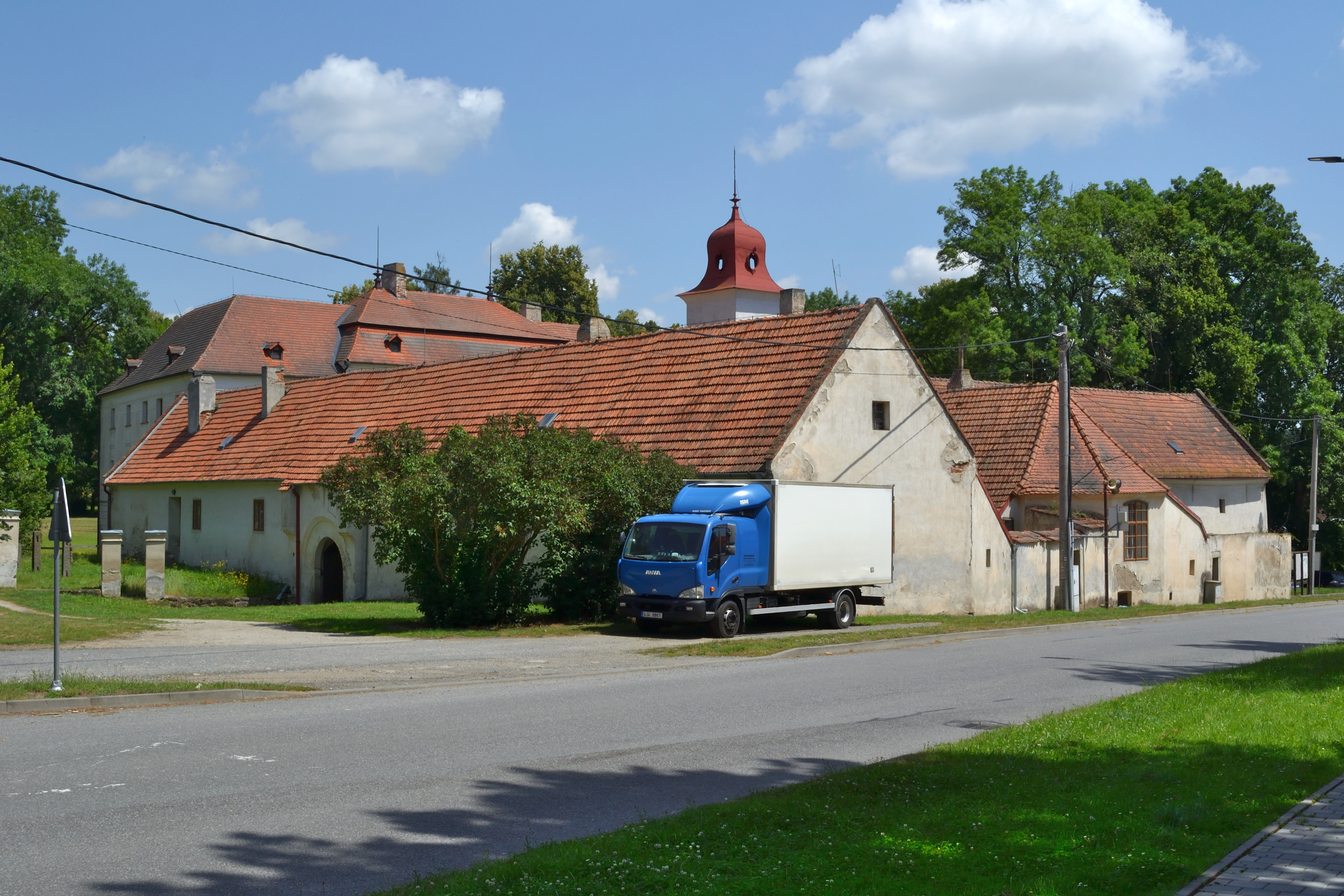
Areál od jihozápadu
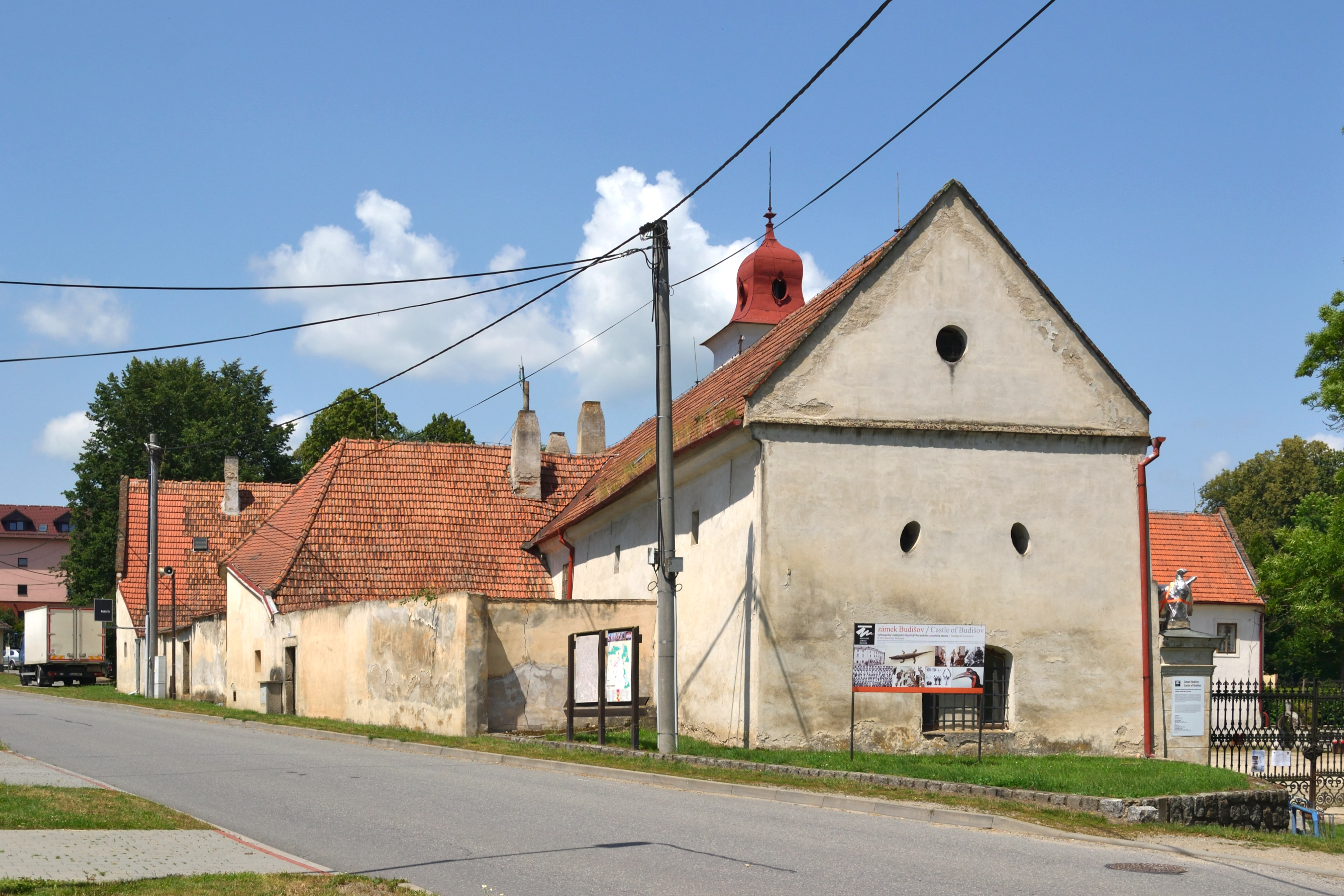
Předzámčí
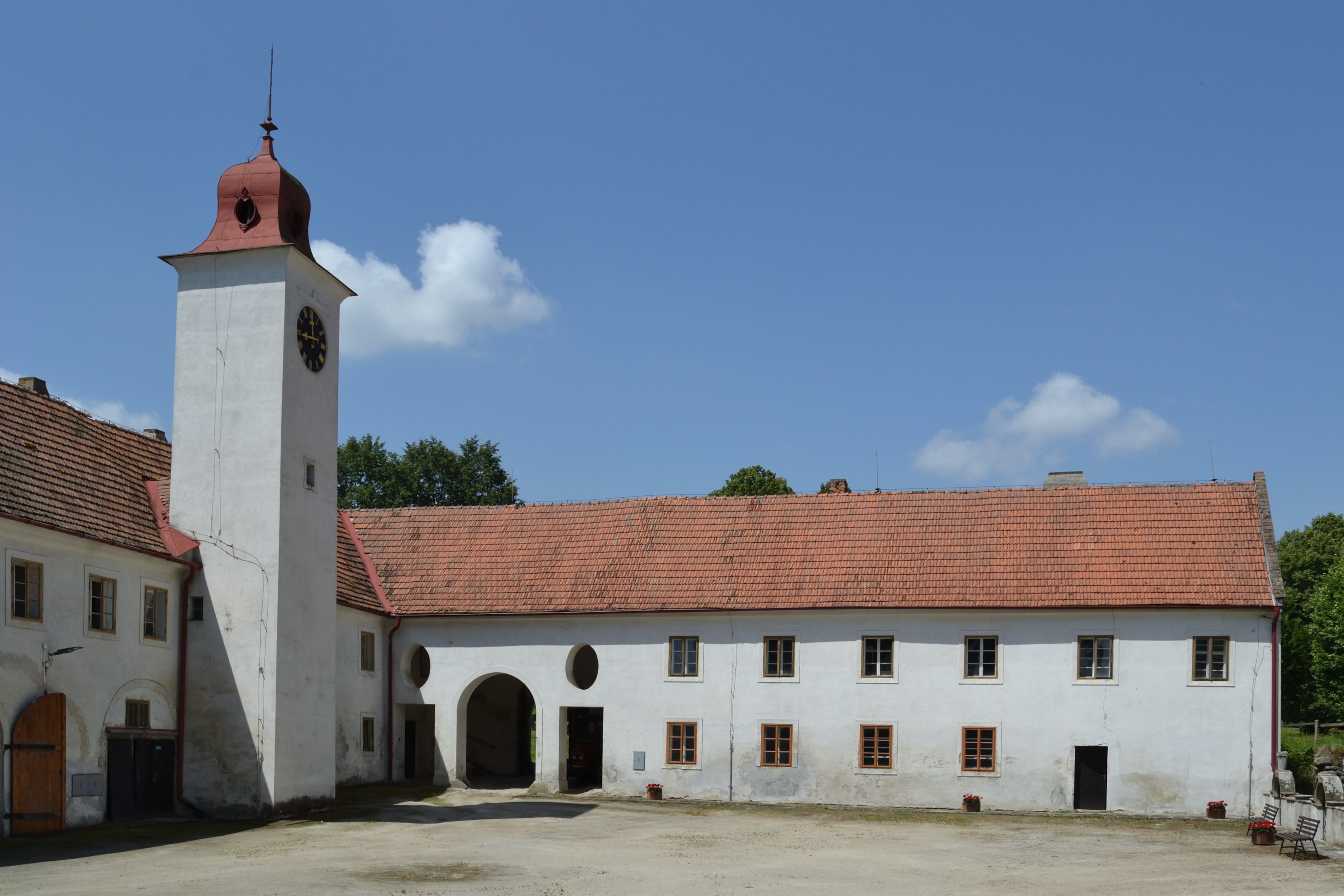
Nádvoří s předzámčím
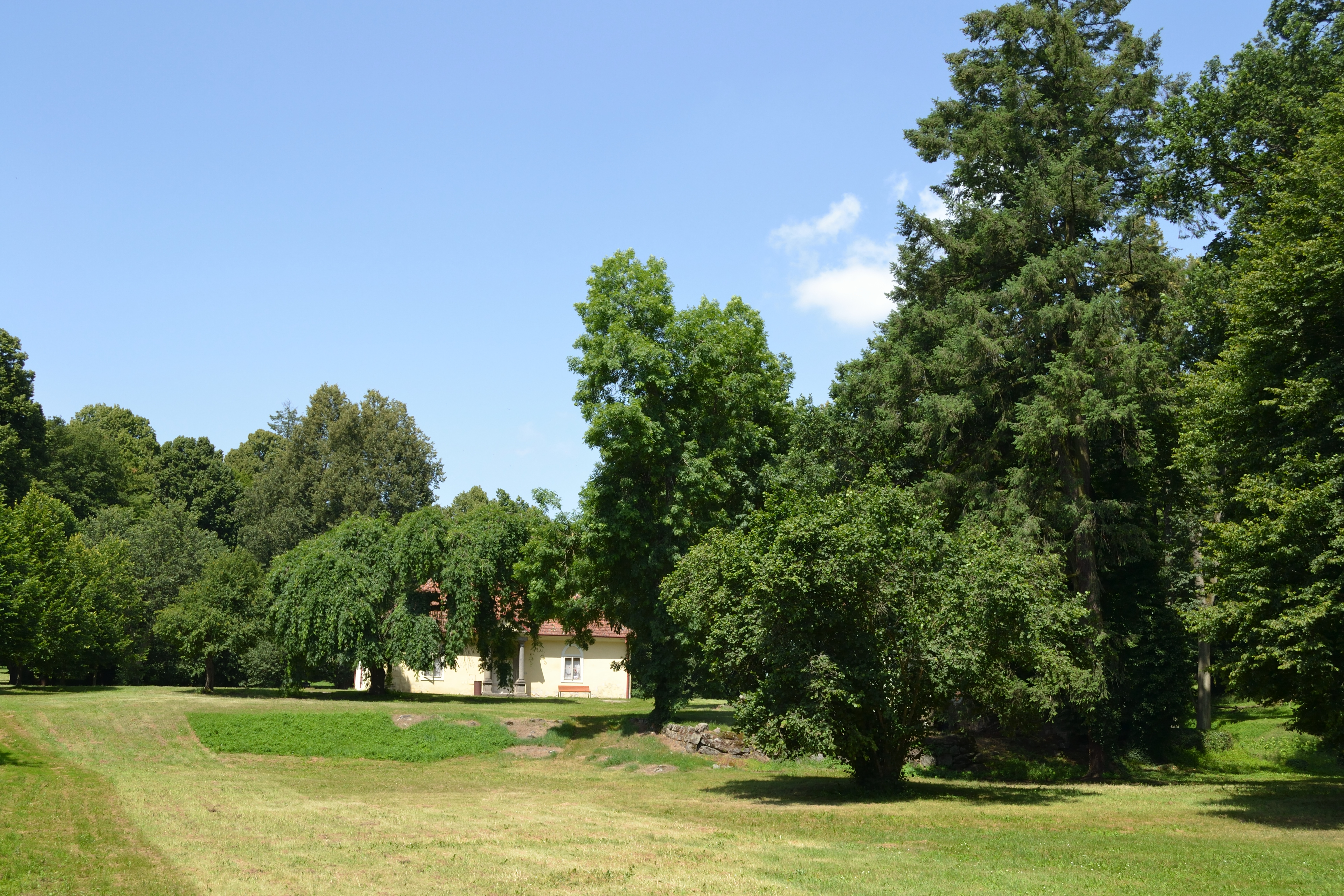
Zámecký park